# Comisión de Transportes del Colegio de Ingenieros de Caminos

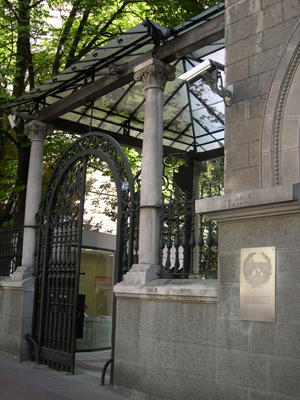
Entrada al Colegio de Ingenieros de Caminos Canales y Puertos.

La Comisión de Transportes y Comunicaciones es una comisión instituida en 1992 por el Colegio de Ingenieros de Caminos Canales y Puertos de España. Además de las funciones generales de asesorar a la Junta de Gobierno y detectar inquietudes y problemas, “debe propiciar la celebración de coloquios y seminarios relacionados con la política de infraestructuras del Transporte” tal y como se indicó en el Congreso de Santander. 
En la comisión (compuesto por 25 miembros y asesores especialistas) están representados todos los sectores del transporte y de sus infraestructuras, carreteras, puertos, transportes urbanos e interurbanos de mercancías y viajeros y distintos estamentos como escuelas, administración pública, empresa privada, contratistas, consultores y asociaciones empresariales. Desde el punto de vista geográfico, están representadas diez demarcaciones.

La comisión se reúne una vez al mes. A su vez, se forman grupos de trabajo específicos, a los que se incorporan expertos externos a la comisión para desarrollar diversos temas, que se pretende concluyan con la redacción de un documento que se difunde bien a través de publicaciones generales o especializadas. También se realiza la difusión puntual de los temas elaborados mediante la celebración de encuentros, jornadas y seminarios.

## Trabajos realizados
1. Plan Director de Infraestructuras. 1993
2. Informe sobre autopistas y autovías. 1994
3. Encuentros sobre participación de la Iniciativa Privada en la financiación de los sistemas de transporte. 1995-97
4. Organización de Jornadas sobre Transporte Público Urbano en Barcelona. 1995
5. Máster de Movilidad. 1996
6. Jornadas sobre la Modificación de la Ley de Puertos, en Barcelona. 1997
7. Organización del foro de Transportes en el X Congreso Panamericano de Ingeniería de Tránsito de Santander. 1998
8. Estudio sobre la calidad percibida por los usuarios de las carreteras. 1999
9. Jornadas de Conservación de Carreteras en Valencia. 2000
10. Informe sobre el Libro Blanco del Transporte de la UE. 2002

## Libros Verdes
La Comisión de Transportes ha publicado una serie de Libros Verdes, cuya finalidad es difundir el conocimiento y plantear temas críticos sobre aspectos del Transporte, para su discusión y para impulsar y facilitar la toma de decisiones:
- Libro Verde del Transporte en España. 2000-2003
- Libro Verde de los Sistemas Inteligentes de Transporte Terrestre. 2003
- Libro Verde de la Intermodalidad. 2005
- Libro Verde. Indicadores de Calidad de Servicios de Carreteras. 2005
- Libro Verde Urbanismo y Movilidad. 2007.

## Cuadernos de la Comisión de Transportes
Extensión más limitada que en los Libros Verdes y tratan sobre temas de actualidad:
- Cuaderno nº 1 – Pirineos, la frontera Europea. 2005 Archivado el 23 de diciembre de 2009 en Wayback Machine.
- Cuaderno nº 2 - Liberalización del Ferrocarril. 2006 Archivado el 23 de diciembre de 2009 en Wayback Machine.
- Cuaderno nº 3 - El Peaje Urbano. 2007 Archivado el 9 de mayo de 2009 en Wayback Machine.
- Cuaderno nº 4- Sistemas de transporte en plataformas reservadas Archivado el 23 de diciembre de 2009 en Wayback Machine.
- Cuaderno nº 5- Consideraciones sobre el Plan Sectorial del Transporte por carretera 2007-2012 Archivado el 23 de diciembre de 2009 en Wayback Machine.